# Gezeitenspinnen
Die Gezeitenspinnen oder Meeresspinnen (Desidae) bilden eine Familie innerhalb der Ordnung der Webspinnen (Araneae). Der Trivialname der Familie bezieht sich auf die Gattung Desis, deren Arten im stark von den Gezeiten beeinflussten Watt leben. Die Gezeitenspinnen sind besonders in wärmeren Teilen der Welt verbreitet. Im englischen Sprachraum ist die Bezeichnung Intertidal spiders für die Familie gebräuchlich, deren Bedeutung mit der deutschsprachigen identisch ist.

## Merkmale

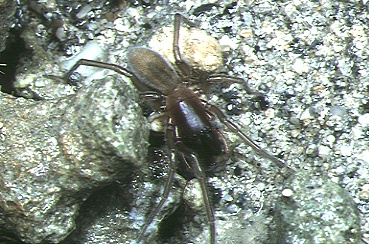
Männchen von Desis japonica

Bei den Gezeitenspinnen handelt es sich um zumeist mittelgroße Vertreter der Echten Webspinnen (Araneomorphae). Der Großteil der Arten erreicht eine Körperlänge von unter zwei Zentimetern. Die Gezeitenspinnen teilen viele Eigenschaften mit anderen Spinnen aus der Überfamilie der Dictynoidea.

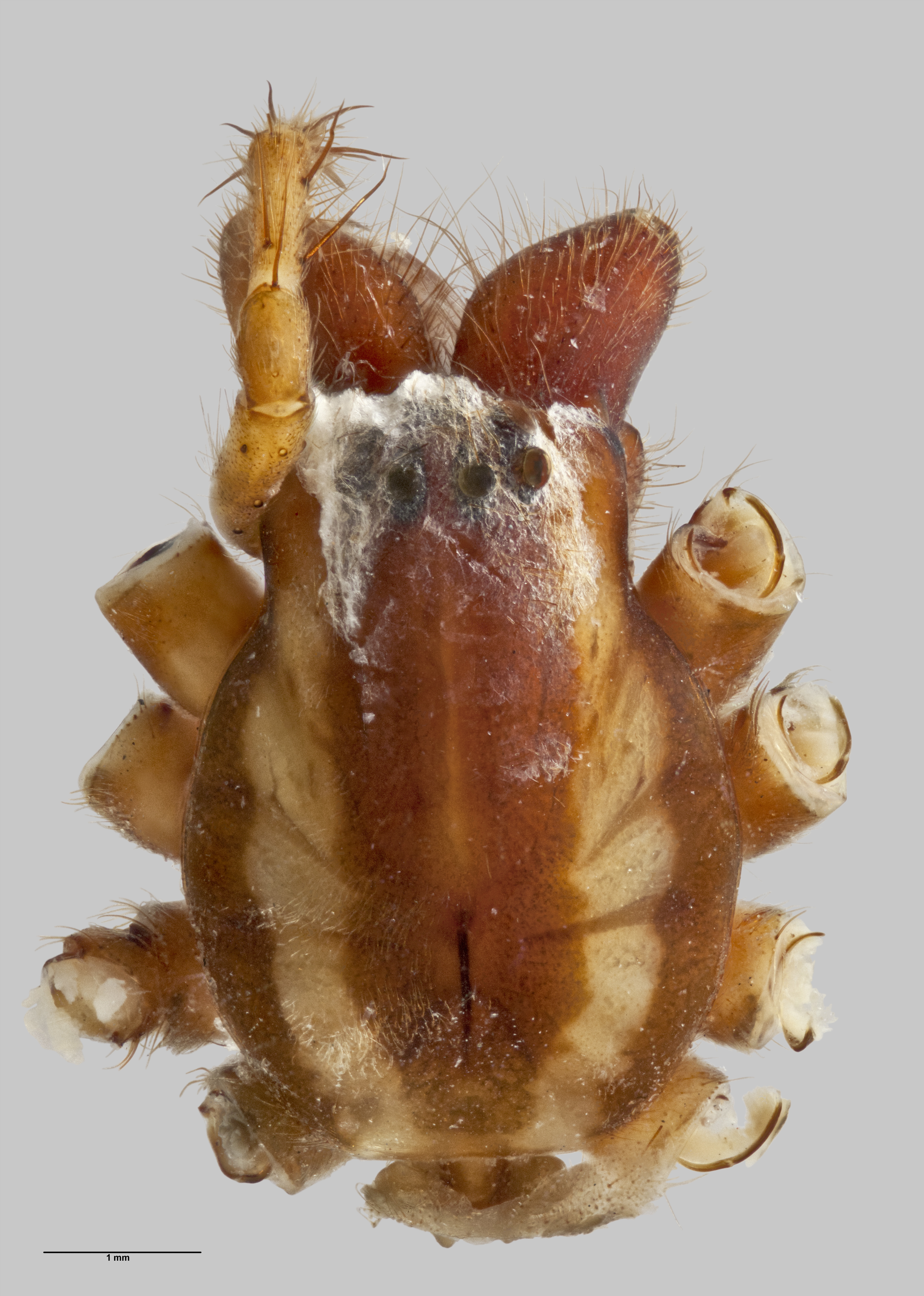
Dorsalansicht des Carapax von Cambridgea turbotti

Der Carapax (Rückenschild des Prosomas, bzw. Vorderkörpers) erscheint länger als breit. Der cephale (am Kopf gelegene) und der thorakale (an der Brust gelegene) Bereich gleichen einander. Die für Spinnen üblichen acht Augen sind je zu viert in zwei Reihen übereinander angeordnet. Die Cheliceren (Kieferklauen) sind an der Basis frei beweglich und je mit einem Buckel sowie mit einem Saum aus feinen Setae (chitinisierte Haaren), die die Giftklauen überlappen, versehen. Die Fangfurchen sind marginal (randseitig) auf beiden Seiten gezahnt. Eine kurze Einsenkung befindet sich je kurz vor der Spitze beider Giftklauen. Das Labium (sklerotisierte, bzw. gehärtete Platte zwischen den Maxillen an der Vorderseite des Sternums) ist fast doppelt so lang wie breit und besitzt keine auffällige Umrandung. Die vergleichsweise langgezogenen Laden (umgebildete Coxen, bzw. Hüftglieder der Pedipalpen) verlaufen parallel und enden zugespitzt. Sie verfügen über keine Serrulae (Putzkämme). Das Sternum (Brustschild des Prosomas) ist um ein Drittel länger als breit und erscheint lateral (seitlich) ausgehöhlt.

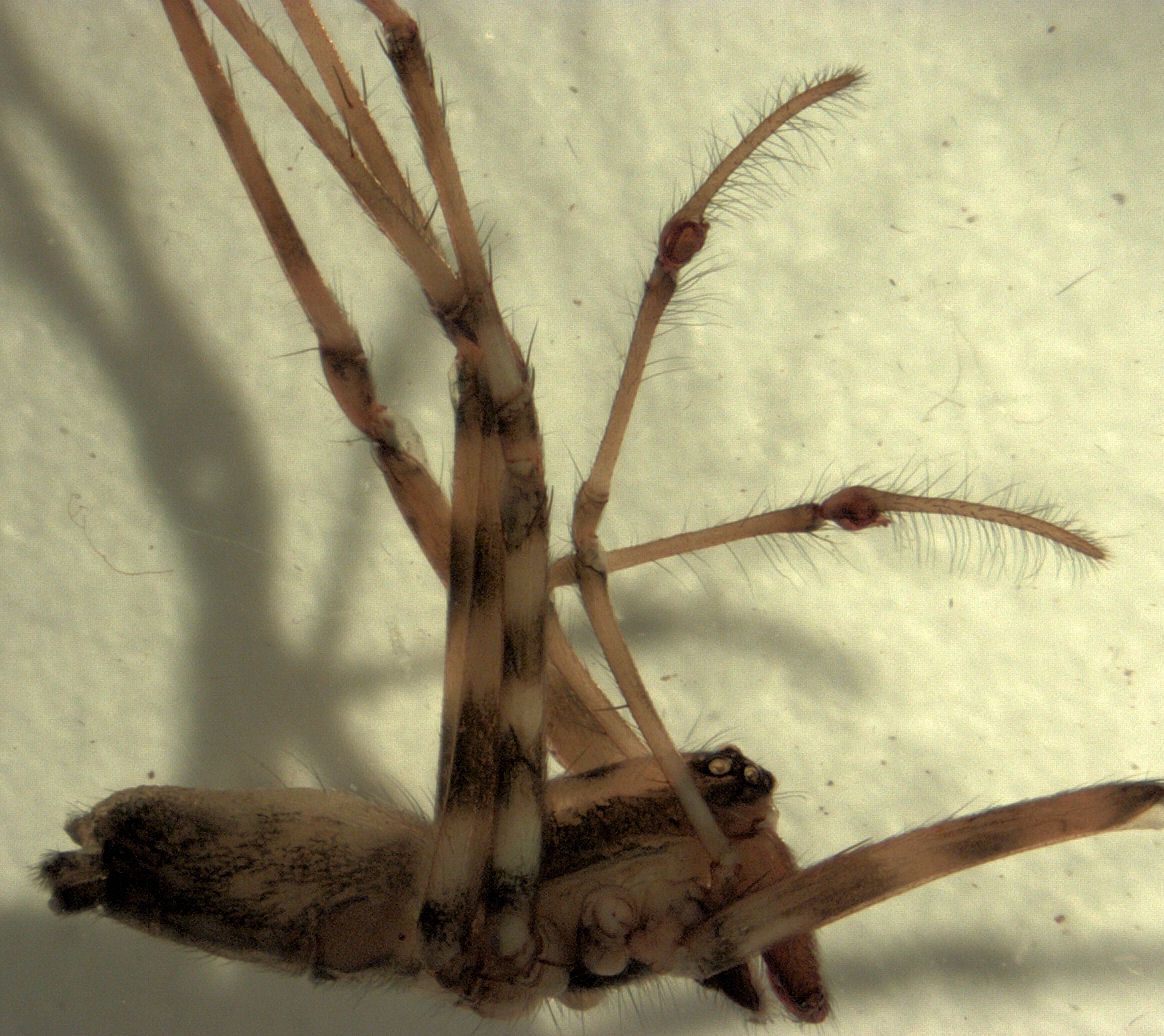
Laterale Detailansicht eines Männchens von Nanocambridgea gracilipes mit gut erkennbaren Beinstrukturen

Die Beine des ersten und des zweiten Beinpaars sind für gewöhnlich stachellos, während die des dritten und vierten wenige bis viele Dornen aufweisen. Bei den Metatarsen (Fersengliedern) aller Beinpaare mit Ausnahme des ersten ist eine gut ausgebildete Scopula (Haftbehaarung) vorhanden. Die Tarsen (Fußglieder) haben eine geringe Anzahl ventraler (unterhalb befindlicher) Stacheln, eine schwächer ausgeprägte Scopula und je zwei Reihen aus Trichobothria (Tasthaare), die zur Spitze hin länger werden. Von den jeweils drei Klauen an einem einzelnen Tarsus sind zwei paarig in einer Reihe angeordnet. Der dritten Klaue fehlt anders als den beiden anderen eine Zahnung. Stacheln oder Haarbüschel sind anders als bei vielen anderen Spinnen bei den Klauen der Gezeitenspinnen nicht vorhanden. Die dort je einzelnen Klauen der Pedipalpen (umgewandelte Extremitäten im Kopfbereich) sind bei den Weibchen der Familie gezahnt. Den Trochantern (Schenkelringen) fehlen Kerbungen.

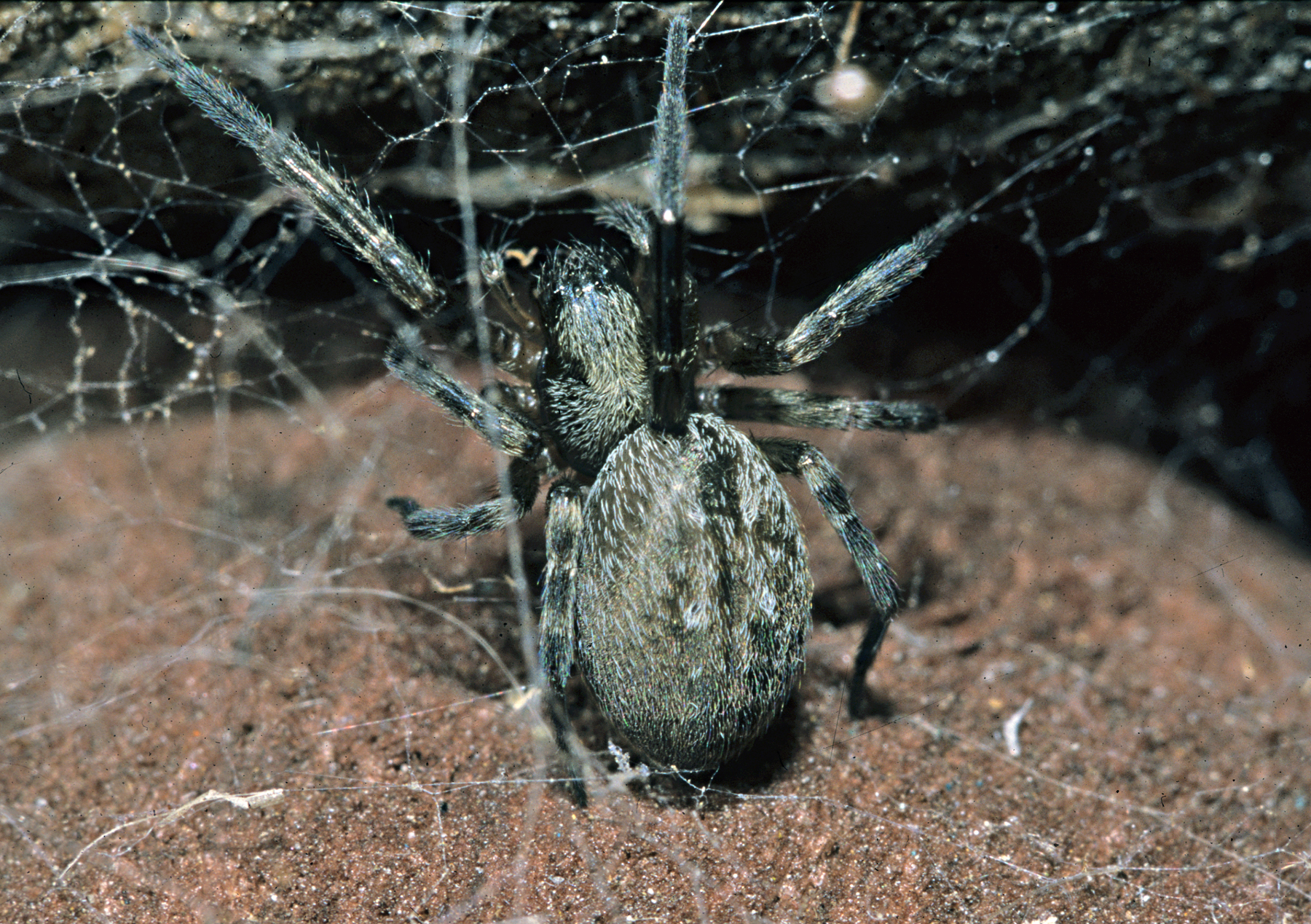
Rückansicht eines Weibchens der Grauen Hauskräuselspinne (Badumna longinqua) mit gut erkennbaren Strukturen des Opisthosomas

Die Stigmen (Atemöffnungen) der Tracheen (Kanäle zur Luftversorgung) sind leicht vom Rand des Integument (äußere Körperhülle) des Opisthosomas (Hinterleib) versetzt, während die Verteilung der Tracheen selber auf das Opisthosoma beschränkt ist. Diese posterioren (hinteren) Tracheen können einfach oder auch sehr verzweigt aufgebaut sein. Das Herz ist mit drei Ostien (Öffnungen) ausgestattet. Der Colulus (vermutlich funktionsloser Hügel und Rest des einstigen Cribellums) erscheint als Fleck im Integument, umgeben von einer membranartigen Fläche. Zu den Gezeitenspinnen zählen sowohl cribellate als auch ecribellate Arten. Der Analhöcker besteht aus einem Segment. Das Integument ist dicht mit feinen Setae bedeckt. Federartige Setae, wie sie bei anderen Spinnen vorkommen können, fehlen aber. Die Gezeitenspinnen besitzen wie der Großteil der Spinnen sechs Spinnwarzen, die in drei abfolgenden Paaren angegliedert und hier jeweils kräftig und breit aufgebaut sind. Das anteriore (vorhergehende) Paar ist zusammenhängend gebaut und konisch geformt, während beide Spinnwarzen dieses zweigliedrig sind. Eines der beiden Segmente ist distal (von der Körpermitte entfernt) und erscheint linsenförmig. Die Spinnwarzen des posterioren Paars sind zylindrisch geformt und weniger dick sowie entweder gleich lang oder länger als die des anterioren. Auch hier bei beiden Spinnwarzen ist ein distales und linsenförmiges Segment vorhanden. Die Spinnwarzen des medianen (mittleren) Paares können klein oder ziemlich breit sein, während der Bereich der Spinndrüsen genauso breit oder breiter als der der anterioren und geringfügig kleiner als der der posterioren Spinnwarzen ist.
Die Geschlechtsorgane der Gezeitenspinnen entsprechen vom Grundaufbau her denen anderer Spinnen der Überfamilie der Dictynoidea. Das schließt auch die vergleichsweise primitiv aufgebauten Bulbi (männlichen Geschlechtsorgane) ein. Die Tibien der Pedipalpen bei den männlichen Tieren vieler Arten ist je eine komplexe retrolaterale (seitlich rückliegende) Apophyse mit mehreren separaten Fortsätzen – wie im Falle der Unterfamilie der Matachiinae – oder getrennten distalen (von der Körpermitte entfernt liegenden) und proximalen (zum Rumpf hin gelegenen) Prozessen (Fortsätzen), darunter der Unterfamilie der Metaltellinae sowie vielen Arten der Unterfamilie der Amphinectinae. Die Epigyne (weibliches Geschlechtsorgan) der Gezeitenspinnen ist wie bei anderen Spinnentaxa der Dictynoidea schwach sklerotisiert.

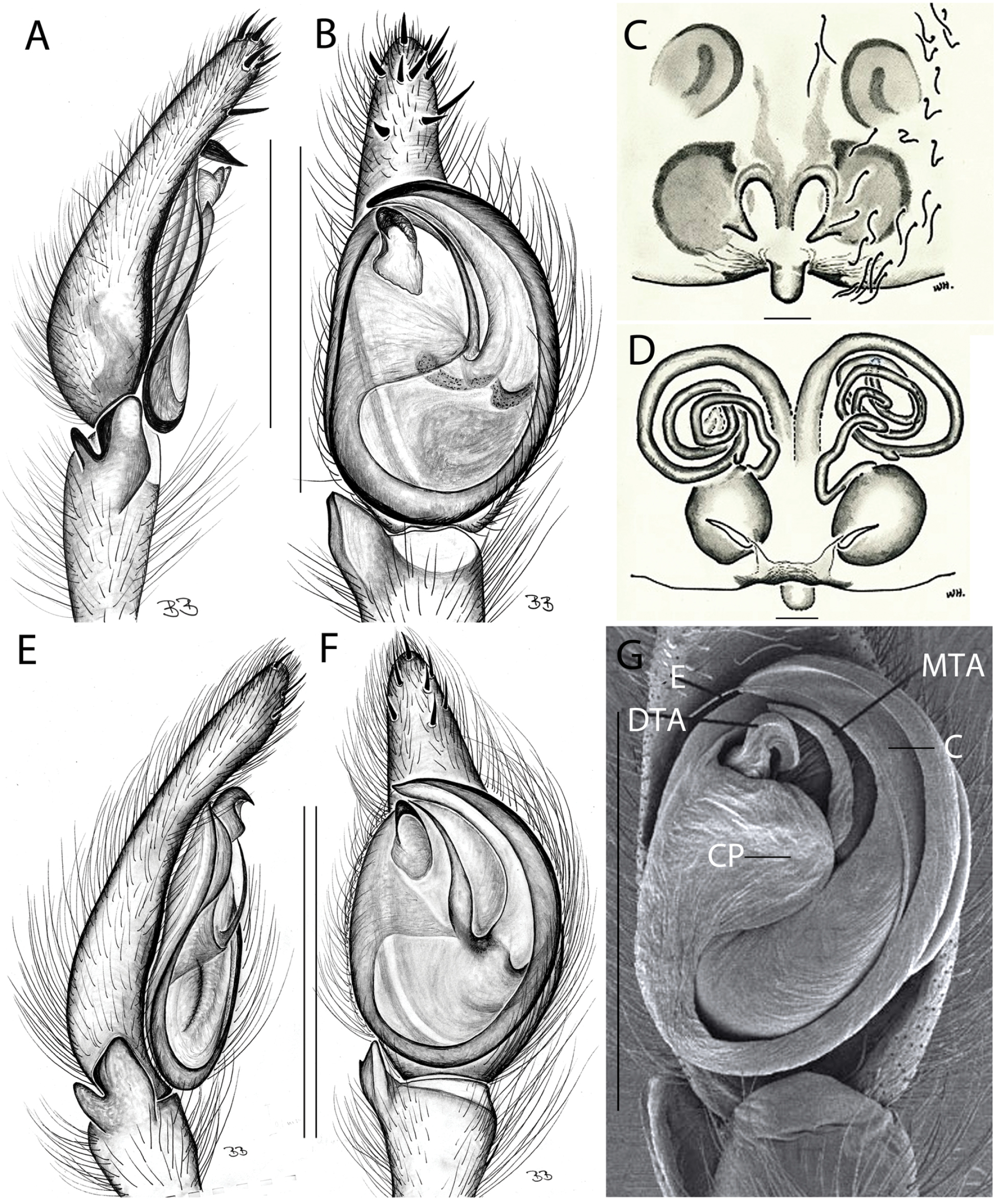
Detailansichten des Bulbus von Desis vorax
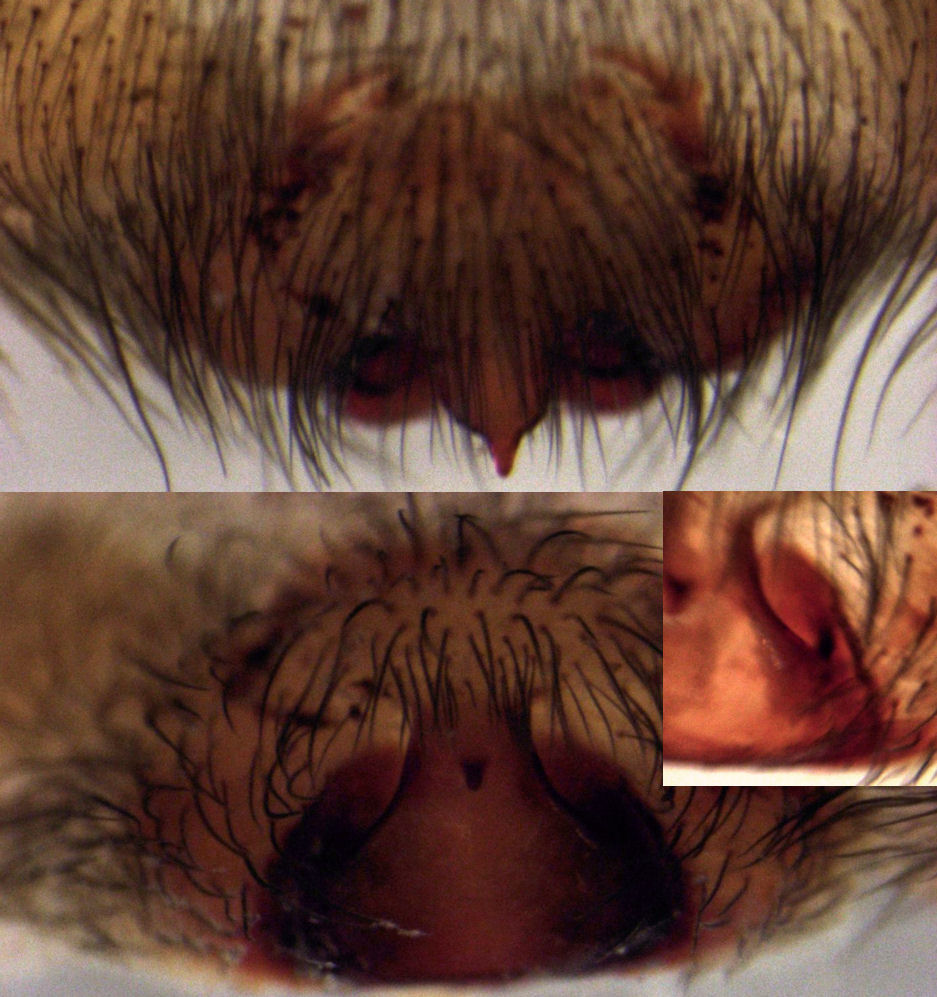
Detailansichten der Epigyne von Cambridgea decorata

## Verbreitung

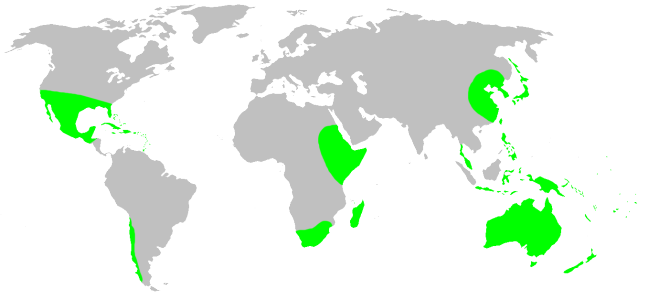
Verbreitung der Gezeitenspinnen (Stand 2006)

Die Gezeitenspinnen sind vor allem in Australien und Neuseeland sowie den daran angrenzenden Teilen Asiens. Ebenso ist die Familie im südlichen Teil Südamerikas präsent. Die Arten der Gattung Desis bewohnen zusätzlich die Küstengebiete aller Tropen.

## Lebensweise

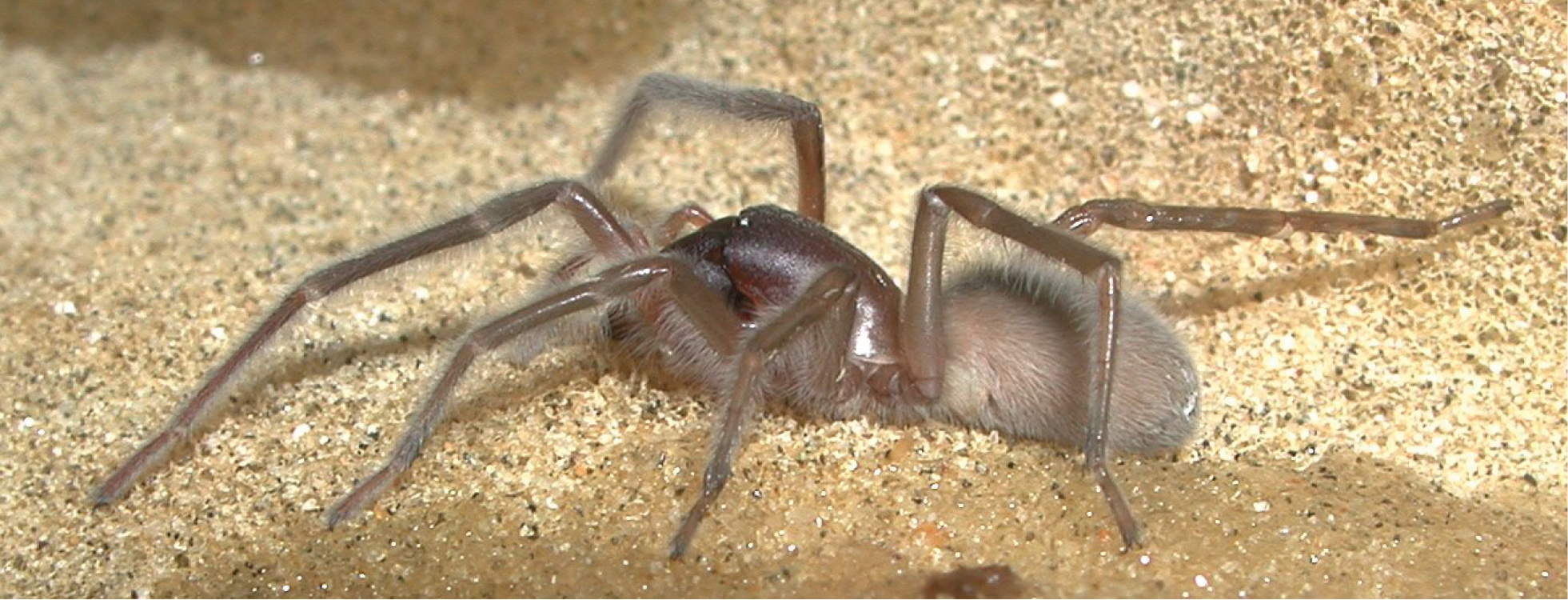
Freilaufendes Weibchen von Desis bobmarleyi

Die Mehrheit der Gezeitenspinnen lebt freilaufend und demzufolge ohne ein Spinnennetz, was vermutlich mit dem Rückgang des Cribellums zusammenhängt. Jedoch legen einige Arten, etwa die der Gattung Desis, einen Unterschlupf an.

### Jagdverhalten und Beutefang

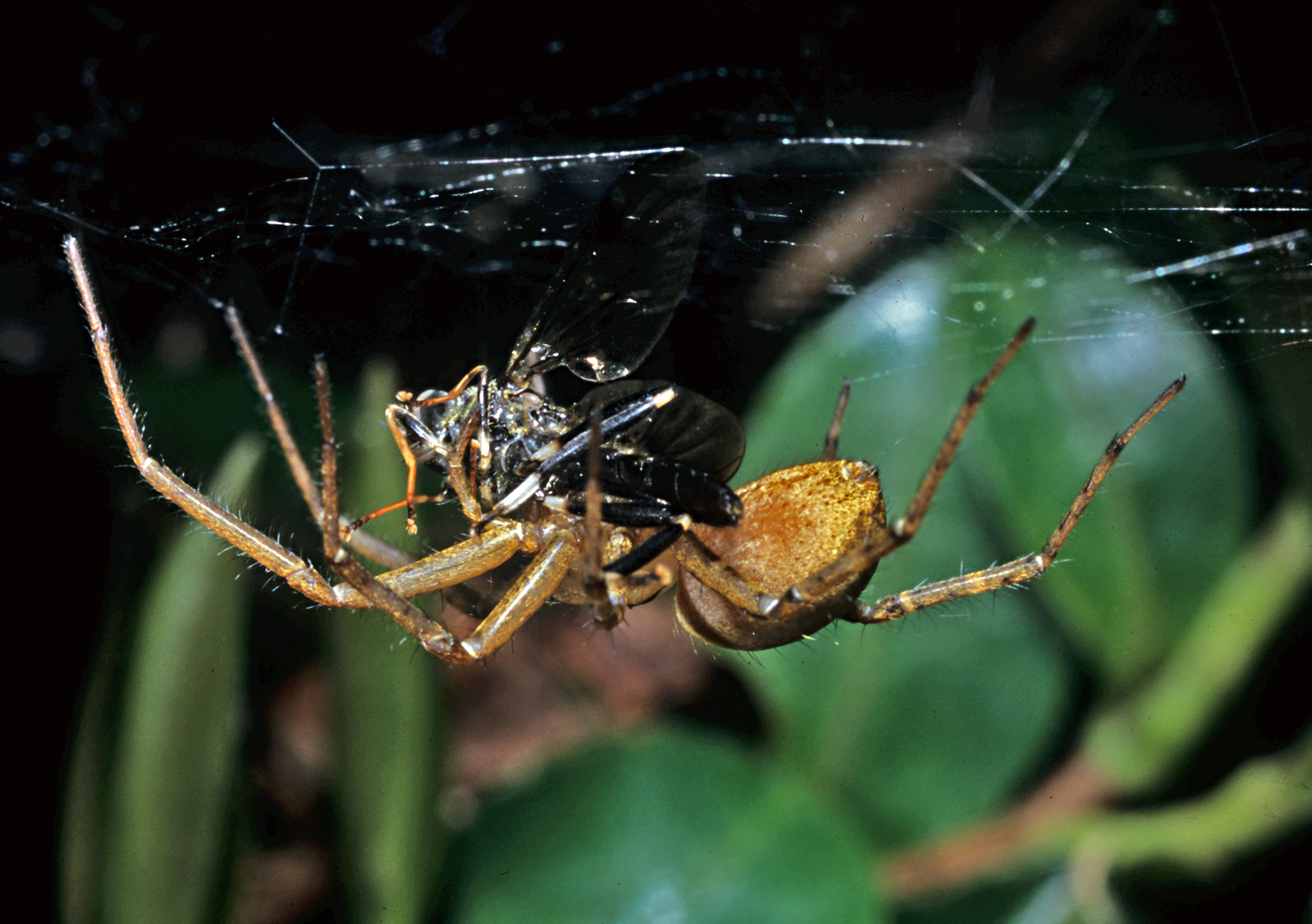
Weibchen von Cambridgea foliata mit Beute

Die Gezeitenspinnen leben wie alle Spinnen räuberisch und die für diese Familie typische Lebensweise wirkt sich auch auf die Jagdstrategie der meisten Arten aus. Somit erlegen diese ebenfalls freilaufend Beutetiere durch einen direkten Zugriff.
Zu den Gezeitenspinnen zählen aber auch netzbauende Spinnen, etwa innerhalb der Gattungen der Hauskräuselspinnen (Badumna) oder Phryganoporus, die dann trichternetzartige Gespinste anlegen. Diese Netze bestehen aus cribellat wirkenden Spinnfäden, die oft glänzend blau erscheinen. Zur Fangfunktion existieren zwei verschiedene Fäden. Dazu zählen zwei reguläre beieinander liegende Fäden, die von wolligen, gekämmten Fangfäden umgeben sind. Gerät ein Beutetier, etwa ein Insekt in dieses Fadenwerk, dann verhakt es sich in diesem und gerät durch Befreiungsversuche zumeist immer tiefer in das Fadengewirr. Die Fäden selber sind äußerst elastisch und können auf das Zehnfache ihrer eigenen Länge ausgedehnt werden ohne zu reißen. Die Spinne selber wartet, bis das Beutetier durch Erschöpfung geschwächt ist, ehe sie dieses ergreift.

### Lebenszyklus
Der Lebenszyklus der Gezeitenspinnen ist wie bei anderen Spinnen in mehrere Phasen gegliedert. Das Paarungsverhalten kann bei den Vertretern der Familie variieren.
Der Eikokon ist bei den freilaufenden Arten der Gezeitenspinnen zumeist oval, wie es auch bei vielen anderen ecribellaten Spinnen der Dictynoidea der Fall ist. Die Schwarze Hausspinne (Badumna insignis) legt ovale Eikokons an. Die Jungtiere wachsen wie bei allen Gliederfüßern über Häutungen heran.

## Systematik
Die klassische Systematik befasst sich im Bereich der Biologie sowohl mit der taxonomischen (systematischen) Einteilung als auch mit der Biologie und mit der Nomenklatur (Disziplin der wissenschaftlichen Benennung) von Lebewesen einschließlich denen der Gezeitenspinnen. Die Typusgattung der Familie ist Desis, die auch für den Trivialnamen der Gezeitenspinnen namensgebend ist. Die Arten dieser Familie leben im Watt unterhalb des Wasserspiegels, was Einfluss auf ihre Biologie hat. Da dies innerhalb der Familie der Gezeitenspinnen jedoch lediglich für die Gattung Desis üblich ist, kann die Trivialbezeichnung der Familie verwirrend wirken.

### Beschreibungsgeschichte
Die Familie der Gezeitenspinnen wurde 1895 von Reginald Innes Pocock erstbeschrieben. Dabei verwies er insbesondere auf das für Spinnen einzigartige Tracheensystem mitsamt der Anordnung der Stigmen anhand der Arten Desis marinus und Desis martensi. Jean-Louis Fage verglich die beiden Gattungen 1925 Desis und Desidiopsis und betrachtete sie als eigene Gruppe innerhalb der Familie der Trichterspinnen (Agelenidae). Vincent Daniel Roth fand 1967 raus, dass beide Gattungen lediglich durch ähnliche Verhaltensweisen miteinander verwandt sind.
Unter Roth wurden die Gezeitenspinnen wieder zu einer anfangs monotypischen Familie erhoben, zu der demzufolge anfangs nur die Gattung Desis zählte. Dieses Konzept widersprach deutlich dem von Pekka Taisto Lehtinen aus gleicher Zeit, das die Gezeitenspinnen als Unterfamilie der Desinae innerhalb der Familie der Finsterspinnen (Amaurobiidae) vorsah. Anschließend wurde die Familie mehrfach erweitert, darunter zuerst 1970 von Raymond Robert Forster. Gleicher Autor stufte in selbigem Jahr die Familie der Gezeitenspinnen als älteres Synonym der Familie der Toxopidae ein. 2017 erfolgte eine Umstrukturierung der Gezeitenspinnen unter Ward C. Wheeler.

### Innere Systematik
Die 2017 von Wheeler durchgeführte Umstrukturierung der Gezeitenspinnen war Teil einer phylogenetischen Analyse der fast gesamten Ordnung der Webspinnen, die wiederum mithilfe von Gene-Targeting durchgeführt wurde. Dadurch ließ sich die Familie der Gezeitenspinnen mitunter in die vier Unterfamilien Amphinectinae, Ischaleinae, Matachiinae, Metaltellinae und Porteriinae aufteilen. Die Gattungen Desis, Poaka und Barahna ließen sich bislang keiner der Unterfamilien zuordnen. Folgendes Kladogramm verdeutlicht die Stellungen der Unterfamilien innerhalb der Familie der Gezeitenspinnen zueinander:
|  | Ischaleinae   |
|  |               |
|  | Metaltellinae |
|  |               |

|  | Porteriinae |
|  |             |
|  | Matachiinae |
|  |             |

|  | Ischaleinae   |
|  |               |
|  | Metaltellinae |
|  |               |

|  | Porteriinae |
|  |             |
|  | Matachiinae |
|  |             |

### Gattungen
Der World Spider Catalog listet für die Gezeitenspinnen aktuell 60 Gattungen und 296 darin enthaltene Arten.
- Akatorea Forster & Wilton, 1973
- Amphinecta Simon, 1898
- Austmusia Gray, 1983
- Hauskräuselspinnen (Badumna) Thorell, 1890
  - Graue Hauskräuselspinne (B. longinqua) (L. Koch, 1867)
- Baiami Lehtinen, 1967
- Bakala Davies, 1990
  - Bakala episinoides Davies, 1990
- Barahna Davies, 2003
- Buyina Davies, 1998
- Calacadia Exline, 1960
- Cambridgea L. Koch, 1872
- Canala Gray, 1992
- Cicirra Simon, 1886
- Colcarteria Gray, 1992
- Corasoides Butler, 1929
- Cunnawarra Davies, 1998
- Desis Walckenaer, 1837
- Dunstanoides Forster & Wilton, 1989
- Epimecinus Simon, 1908
- Forsterina Lehtinen, 1967
- Goyenia Forster, 1970
- Helsonia Forster, 1970
- Holomamoea Forster & Wilton, 1973
- Huara Forster, 1964
- Ischalea L. Koch, 1872
- Jalkaraburra Davies, 1998
- Keera Davies, 1998
- Lathyarcha Simon, 1908
- Magua Davies, 1998
  - Magua wiangaree Davies, 1998
- Makora Forster & Wilton, 1973
- Mamoea Forster & Wilton, 1973
- Mangareia Forster, 1970
- Maniho Marples, 1959
- Manjala Davies, 1990
- Matachia Dalmas, 1917
- Mesudus Özdikmen, 2007
- Metaltella Mello-Leitão, 1931
- Namandia Lehtinen, 1967
- Nanocambridgea Forster & Wilton, 1973
- Neororea Forster & Wilton, 1973
- Notomatachia Forster, 1970
- Nuisiana Forster & Wilton, 1973
- Oparara Forster & Wilton, 1973
- Panoa Forster, 1970
- Paramamoea Forster & Wilton, 1973
- Paramatachia Dalmas, 1918
- Penaoola Davies, 1998
- Phryganoporus Simon, 1908
- Pitonga Davies, 1984
  - Pitonga woolowa Davies, 1984
- Poaka Forster & Wilton, 1973
  - Poaka Forster & Wilton, 1973
- Porteria Simon, 1904
- Quemusia Davies, 1998
- Rangitata Forster & Wilton, 1973
  - Rangitata peelensis Forster & Wilton, 1973
- Rapua Forster, 1970
- Reinga Forster & Wilton, 1973
- Rorea Forster & Wilton, 1973
- Syrorisa Simon, 1908
- Tanganoides Davies, 2005
- Taurongia Hogg, 1901
- Tuakana Forster, 1970
- Waterea Forster & Wilton, 1973